# Chi non salta bianco è
Chi non salta bianco è (White Men Can't Jump) è un film statunitense del 1992 diretto da Ron Shelton.

## Trama
Billy Hoyle è un talentuoso e giovane giocatore di pallacanestro che desidera sfondare nel mondo della NBA, ma dopo il suo fallito tentativo di entrare nel mondo del basket decide di dedicarsi alle truffe. Raggiunta la spiaggia di Venice Beach in California con l'intento di "fregare" qualche personaggio di alto livello del posto, conosce Sidney Deane, afroamericano, che ritiene di essere un grande giocatore. Billy propone in seguito una sfida al tiro da 3 punti, che vince sotto gli occhi attoniti dei giocatori abituali. Nel frattempo Gloria, la ragazza di Billy, è intenta a studiare per partecipare un giorno a Jeopardy!, un quiz televisivo. I due ragazzi hanno un grosso debito contratto con due malviventi, che hanno stabilito un ultimatum per saldarlo.
Quasi come fosse un segno del destino, Sidney si presenta nella stanza di Billy e Gloria. Riconoscendo la grande capacità di gioco del bianco e con l'ausilio del pregiudizio razziale, secondo il quale i bianchi sono ritenuti scarsi nel basket, gli propone di fare società per guadagnare un bel gruzzolo. Parte così una sequela di vittorie corrispondente a una eguale montagna di introiti. Arrivati però a scommettere la somma di 1700 dollari, Sydney, in combutta con gli avversari, perde deliberatamente per vendicarsi dell'oltraggio subito tempo prima e dare una lezione a Billy.
Gloria, ricevuta la notizia, fa una giusta scenata a Billy che, avendo perso tutti i loro risparmi, li mette in mezzo ad una strada e, peggio ancora, nelle mani dei malviventi. Billy viene quindi trascinato da Gloria a casa di Sidney per farsi ridare la somma. Gloria quindi parla con Rhonda, moglie di Sidney, ma ella le dice che non potrà mai riavere i suoi soldi, proponendo però una soluzione che potrebbe accontentare entrambe le famiglie: partecipare ad un gran torneo di basket 2 contro 2.
I due giocatori si presentano al torneo in questione, per il quale il premio è di 5000 dollari. Billy si mette a insultare molti dei partecipanti, fra cui la coppia più forte del torneo. In questo modo innervosisce a tal punto gli avversari che iniziano a sbagliare e perdono in finale contro di loro. Sidney però fa un appunto a Billy che, nonostante le possibilità avute in partita, non si è mai prodotto in una schiacciata. Billy si infuria e propone di scommettere l'intera somma sul fatto che lui sappia o meno schiacciare. Ciò che Billy diceva, ovvero che chi schiaccia è più propenso a far bella mostra di sé piuttosto che giocare bene, si rivela tutto sommato una scusa, e perde i soldi. Non appena Gloria lo scopre, lascia Billy e va via da casa.
Per riconquistare la sua amata, Billy si propone in una nuova scommessa: aiutato da Sydney, raggiunge il custode degli studi televisivi in cui si registra Jeopardy! e, mettendo a segno un tiro a uncino o gancio dalla metà campo, permette a Gloria di partecipare al quiz. Gloria sbaraglia gli avversari e, quando rientra nel camerino, viene raggiunta da Billy che le suona una serenata con la chitarra. I due tornano insieme.
A questo punto, Gloria racimola una gran quantità di denaro e i fuggiaschi riescono a saldare il loro debito e darsi alla bella vita. Sidney invece, viene derubato di tutto e, nonostante il lavoro redditizio nel campo della vendita di case, non può risollevarsi dalla situazione in cui è caduto. Va a cercare Billy per un aiuto. Billy però ha accettato di cercarsi un lavoro vero e smettere di accattonare soldi, come aveva promesso a Gloria. Quando quindi Sidney presenta all'amico la possibilità di un grossissimo premio nello sfidare due leggende nel basket, egli inizialmente declina. Poi però, preso dalla smania del gioco, decide di accontentare Sidney "assicurando" la vittoria a Gloria. In una lunga partita contro The King e Duck Johnson, i due vincono segnando il punto finale con uno spettacolare alley-oop creato da un passaggio alla cieca di Sidney e schiacciato da Billy.
Con un gran gruzzolo in tasca, Billy rientra felicissimo nell'appartamento di Gloria che, però, come promesso, se n'era andata. Sconsolato, Billy va in cerca di Sydney, al quale chiede un aiuto che non gli viene negato. I due inizieranno a lavorare insieme nell'impresa di Sidney.

## Remake
Nel 2023 è stato fatto un remake del film dal titolo White men can't jump con Jack Harlow nei panni di Jeremy Crandall (corrispettivo di Billy Hoyle della versione originale) e con Sinqua Walls nei panni di Kamal (corrispettivo di Sidney della versione originale); altri membri del cast sono Lance Reddick, Laura Harrier, Teyana Taylor e Vince Staples
La storia, pur avendo diverse palesi variazioni nella trama rispetto all'originale, omaggia la pellicola del 1992 inserendo alcune battute, alcuni sketch e addirittura alcune location già presenti nella suddetta.
Il remake è stato distribuito dalla piattaforma Disney+.